# Vůz WLABee824 ČD
Vozy řady WLABee824, očíslované v intervalu 52 54 70-40, jsou jednou z řad lůžkových osobních vozů Českých drah. Interiér je rozdělen na část s oddíly první vozové třídy a část s oddíly druhé třídy. Všechny vozy byly vyrobeny v VEB Wagonbau Görlitz v roce 1981 a zmodernizovány v letech 2005–2008 v šumperské společnosti Pars nova.

## Vznik řady
V rozmezí let 2005–2008 bylo 18  vozů řady WLAB821 rekonstruováno na tuto řadu. Do vozů byl dosazen centrální statický zdroj energie a byla provedena oprava interiéru.

## Technické informace
Jsou to neklimatizované vozy typu UIC-Y o délce 24 500 mm. Mají podvozky typu Görlitz Va s nejvyšší povolenou rychlostí 140 km/h, vybavené špalíkovou brzdou.
Mají pouze 30 lůžek (v každém oddíle jsou tři lůžka). Polovina oddílů, tedy pět, je první třídy, polovina druhé třídy. Jediný rozdíl mezi oddílem první a druhé třídy je, že do oddílů první třídy se prodávají nejvýše dvě jízdenky.
Nátěr je modrý (přes okna) a zbytek vozu je bílý. Vozy se ještě vyskytují v modrožlutém nátěru (2/3 vozu jsou modré, 1/3 žlutá), kde v modré části je žlutě vyvedeno souhvězdí Velký vůz, a pod okny je nápis „S námi PO EVROPĚ“, případně jiný.

## Provoz
Drtivá většina vozů byla zrušena. V provozu zůstávají poslední tři, které jezdí jen v případě nedostatku modernějších vozů.